# Benedetta Glionna
Benedetta Glionna (ur. 26 lipca 1999 w Neapolu) – włoska piłkarka, grająca na pozycji napastnika.

## Kariera piłkarska

### Kariera klubowa
Wychowanka Juvenilia Fiammamonza, w barwach którego rozpoczęła karierę piłkarską w roku 2014. W 2017 została piłkarką Juventusu Women, do którego została wypożyczona.

### Kariera reprezentacyjna
9 kwietnia 2015 debiutowała w juniorskiej reprezentacji Włoch U-17 w meczu przeciwko Czechom. Od 2017 broniła barw juniorskiej reprezentacji U-19. 20 stycznia 2018 debiutowała w narodowej reprezentacji Włoch w meczu przeciwko Francji.

## Sukcesy i odznaczenia

### Sukcesy piłkarskie
Juvenilia Fiammamonza
- mistrz Serie C: 2016/17

Juventus Women
- mistrz Włoch: 2017/18, 2018/19
- zdobywca Pucharu Włoch: 2018/19

### Sukcesy indywidualne
- European Golden Girl: 2018